# Juan Colombini
Juan Colombini (Siena, c. 1304 - 31 de julio de 1367), fue un noble italiano, fundador de la congregación de los Clérigos Apostólicos de San Jerónimo también conocidos como los Jesuatos. La Iglesia católica conmemora su festividad el 31 de julio. 

## Su vida
Abogado de profesión, fue el primer magistrado (Gonfalionere) de Siena, Italia. Tuvo dos hijos de nombre Pedro y Ángela.
Convertido a la fe mientras leía la historia de la conversión de Santa María de Egipto, reformó su vida personal y empresarial visitando hospitales, atendiendo a los enfermos y ayudando a los pobres, personalmente siente un llamado a la pobreza y se va alejando de su vida social.
Varios años después de su cambio, murió su hijo y su hija entró a un convento. Decidió destinar parte de su fortuna para crear una anualidad que le permitiera a su esposa vivir confortablemente, y usó el resto de su dinero para equipar un hospital y ayudar a dos conventos. Desde ese momento él vivió en total pobreza debiendo rogar para conseguir su pan diario.
Algunos hombres comenzaron a ser sus seguidores, muchos de ellos eran jóvenes de familias adineradas que estaban desilusionados por sus estilos de vida, que sintiendo la llamada de Dios donaban sus fortunas para ayudar a los más pobres. Las élites de su localidad demandan el exilio de Juan ya que él estaba llevando a los más prometedores jóvenes de la ciudad hacia la "tontería".
Con su pequeño grupo de hombres fundó, en el año 1335, a los Clérigos Apostólicos de San Jerónimo, comúnmente llamados "jesuatos" por el frecuente uso que hacían de jaculatorias como «Jesús sea alabado». Era una congregación de seglares consagrados a la plegaria, la penitencia y la caridad. El Papa Urbano V, en el año 1367, aprobó esta congregación con la condición de que establecieran monasterios propios. Su hábito estaba formado por una túnica blanca, con capucha cuadrada y un manto gris-marrón. Era una orden menor, hasta que en 1606 se les permitió tener uno o dos sacerdotes por convento.
Juan Colombini murió camino a Acquapendente, apenas 35 días después de la aprobación de su congregación.
Fue beatificado por S.S. Gregorio XIII
Su vida fue escrita por el piadoso Morrigia, general de los Jesuatos, muerto en 1604.

## Los jesuatos
Se les dio este nombre porque siempre tenían en boca el de Jesús. Esta orden aprobada por Urbano V en 1367, fue suprimida a su vez por Clemente IX en 1668. El santo fundador murió en 1367. Su orden se llamaba también los Jesuatos de San Jerónimo porque les había encargado a sus discípulos una devoción particular a aquel santo.